# Dihep di Nkam
El Dihep di Nkam es un equipo de fútbol de Camerún que juega en la Tercera División de Camerún, la tercera categoría de fútbol en el país.

## Historia
Fue fundado en el año 1980 en la ciudad de Yabassi del departamento de Nkam y a inicios de los años 1980 participó en tres temporadas en la Primera División de Camerún, de la cual descendió en la temporada 1984/85, aunque en esa temporada también tuvo algo positivo ya que logró ganar la Copa de Camerún venciendo en la final al Union Douala por 1-0.
Su primera participación internacional fue en la Recopa Africana 1985 en la que fue eliminado en la segunda ronda por el Dragons FC de l'Ouémé de Benín.

## Palmarés
- Copa de Camerún: 1

1984

## Participación en competiciones de la CAF
| Temporada | Torneo          | Ronda | Club          | Casa | Visita | Global  |
| --------- | --------------- | ----- | ------------- | ---- | ------ | ------- |
| 1985      | Recopa Africana | 1     | 1.º de Agosto | 3-0  | 0-1    | 3-1     |
| 1985      | Recopa Africana | 2     | Dragons       | 2-1  | 0-1    | 2-2 (a) |